# Соссюр, Фердинанд де
Фердина́нд де Соссю́р (фр. Ferdinand de Saussure; 26 ноября 1857, Женева — 22 февраля 1913) — швейцарский лингвист, заложивший основы семиологии и структурной лингвистики, стоявший у истоков Женевской лингвистической школы. Идеи Фердинанда де Соссюра, которого часто называют отцом лингвистики XX века, оказали существенное влияние на гуманитарную мысль XX века в целом, вдохновив рождение структурализма.
Основная работа Ф. де Соссюра — «Курс общей лингвистики» (фр. «Cours de linguistique générale»).

## «Курс общей лингвистики»
«Курс общей лингвистики» был опубликован посмертно в 1916 году Шарлем Балли и Альбером Сеше по материалам университетских лекций Соссюра. Балли и Сеше могут, до некоторой степени, считаться соавторами этой работы, так как Соссюр не имел намерений издавать такую книгу, и многое в её композиции и содержании, по-видимому, привнесено издателями (многого нет в известных нам подробных конспектах лекций Соссюра, хотя, конечно, он мог делиться с коллегами идеями в частных беседах).
Семиология, которую создаёт Фердинанд де Соссюр, определяется им как «наука, изучающая жизнь знаков в рамках жизни общества». «Она должна открыть нам, в чём заключаются знаки, какими законами они управляются». Де Соссюр утверждает, что семиология должна быть частью социальной психологии и определение её места — задача психолога. Задача же лингвиста — выяснение того, что выделяет язык как особую систему в совокупности семиологических явлений. Поскольку язык — это одна из систем знаков, лингвистика оказывается частью семиологии. Определение места лингвистики среди других наук де Соссюр видит именно в её связи с семиологией: «если нам впервые удаётся найти лингвистике место среди наук, это только потому, что мы связали её с семиологией».
Одно из основных положений «Курса общей лингвистики» — различение в речевой деятельности (фр. langage) языка (фр. langue) и речи (фр. parole): «Разделяя язык и речь, мы тем самым отделяем: 1) социальное от индивидуального; 2) существенное от побочного и более или менее случайного». Язык — «функция говорящего субъекта», «продукт, пассивно регистрируемый индивидом», который «не предполагает предварительной рефлексии», а «анализ в нём выступает лишь в области классифицирующей деятельности». Речь — «индивидуальный акт воли и понимания», содержащий, во-первых, «комбинации, при помощи которых говорящий субъект пользуется языковым кодексом», а во-вторых, — психофизический механизм, позволяющий субъекту объективировать эти комбинации; «в речи нет ничего коллективного». Речевая деятельность «имеет характер разнородный», а язык «есть явление по своей природе однородное: это — система знаков, в которой единственно существенным является соединение смысла и акустического образа».
Речевая деятельность, речевой акт, согласно Соссюру, имеет три составляющие: физическую (распространение звуковых волн), физиологическую (от уха к акустическому образу, либо от акустического образа к движениям органов речи), психическую (во-первых, акустические образы — психическая реальность, не совпадающая с самим звучанием, психическое представление о физическом звучании; во-вторых — понятия).
Хотя язык вне речевой деятельности индивидов не существует («это не организм, это не растение, существующее независимо от человека, он не имеет своей собственной жизни, своего рождения и смерти»), тем не менее изучение речевой деятельности следует начинать именно с изучения языка как основания всех явлений речевой деятельности. Лингвистика языка — ядро лингвистики, лингвистика «в собственном смысле слова».
Языковой знак состоит из означающего (акустического образа) и означаемого (понятия).
Языковой знак имеет два основных свойства. Первое заключается в произвольности связи между означающим и означаемым, то есть в отсутствии между ними внутренней, естественной связи. Второе свойство языкового знака состоит в том, что означающее обладает протяжённостью в одном измерении (во времени).
Язык составляют языковые сущности — знаки, то есть единства означающего и означаемого. Языковые единицы — это разграниченные между собой языковые сущности. Единицы выявляются благодаря понятиям (отдельно взятая акустическая составляющая делению не поддаётся): одной единице соответствует одно понятие. Языковая единица — это отрезок звучания (психического, а не физического), означающий некоторое понятие.
Язык — система значимостей (valeurs). Значение — это то, что представляет собой означаемое для означающего. Значимость же знака возникает из его отношений с другими знаками языка.
Если воспользоваться сравнением знака с листом бумаги, то значение следует соотнести с отношениями между лицевой и оборотной сторонами листа, а значимость — с отношениями между несколькими листами.
Как понятия, так и акустические образы, составляющие язык, представляют собой значимости, — они чисто дифференциальны, то есть определяются не положительно — своим содержанием, но отрицательно — своими отношениями к прочим членам системы. В языке нет положительных элементов, положительных членов системы, которые существовали бы независимо от неё; есть только смысловые и звуковые различия (différences). «То, что отличает один знак от других, и есть всё то, что его составляет». Языковая система есть ряд различий в звуках, связанный с рядом различий в понятиях. Положительны только факты сочетаний данных означаемых с данными означающими.
Существуют два вида значимостей, основанные на двух видах отношений и различий между элементами языковой системы. Это синтагматические и ассоциативные отношения. Синтагматические отношения — это отношения между следующими друг за другом в потоке речи языковыми единицами, то есть отношения внутри ряда языковых единиц, существующих во времени. Такие сочетания языковых единиц называются синтагмами. Ассоциативные отношения существуют вне процесса речи, вне времени. Это отношения общности, сходства между языковыми единицами по смыслу и по звучанию, либо только по смыслу, либо только по звучанию в том или ином отношении.
К основным положениям «Курса общей лингвистики» принадлежит также различение диахронической (исторической и сравнительной) и синхронической (дескриптивной) лингвистики. Согласно Соссюру, лингвистическое исследование только тогда адекватно своему предмету, когда учитывает как диахронический, так и синхронический аспекты языка. Диахроническое исследование должно основываться на тщательно выполненных синхронических описаниях; исследование изменений, происходящих в историческом развитии языка, — утверждает Соссюр, — невозможно без внимательного синхронного анализа языка в определённые моменты его эволюции. Сопоставление же двух разных языков возможно лишь на основе предварительного тщательного синхронного анализа каждого из них.

## Другие работы

### «Мемуар о первоначальной системе гласных…»
«Мемуар о первоначальной системе гласных в индоевропейских языках» (фр. Mémoire sur le système primitif des voyelles dans les langues indo-européennes; написан в 1878 г., опубликован с датой 1879 г.) прославил 21-летнего Соссюра в научных кругах, хотя и был принят учёными неоднозначно.
В «Мемуаре», который уже отмечен структуралистским подходом к языку, Соссюр выдвинул гипотезу о существовании в индоевропейском праязыке гласных, утраченных в дочерних индоевропейских языках, следы которых могут быть обнаружены с помощью изучения индоевропейского корня и чередования гласных. Он не только предположил наличие в праязыке определённых звуков, но и по сохранившимся следам предсказал их характер.
Идеи, изложенные в «Мемуаре», начали активно развиваться лишь пять десятилетий спустя. В 1927 г., уже после смерти де Соссюра, Ежи Курилович нашёл в расшифрованном хеттском языке подтверждение теории Соссюра: была обнаружена фонема, которая, согласно предположению последнего, должна была существовать в индоевропейском праязыке. После этого основанная на идеях де Соссюра ларингальная гипотеза стала приобретать всё больше последователей.
Сегодня «Мемуар» рассматривается как образец научного предвидения.

## Культурное наследие
Фердинанд де Соссюр, наряду с Ч. С. Пирсом (а также Г. Фреге и Э. Гуссерлем), стал одним из учёных, заложивших в конце XIX — начале XX века основы науки о знаках и знаковых системах — семиологии (или, если следовать более распространённой сегодня терминологии Ч. С. Пирса, — семиотики).
В лингвистике идеи Фердинанда де Соссюра стимулировали пересмотр традиционных методов и, по словам известного американского лингвиста Леонарда Блумфилда, заложили «теоретический фундамент нового направления лингвистических исследований» — структурной лингвистики.
Выйдя за пределы лингвистики, подход де Соссюра к языку стал первоисточником структурализма — одного из влиятельнейших направлений гуманитарной мысли XX века. В то же время он был основателем и так называемой социологической школы в языкознании.
Ф. де Соссюр был также прекрасным педагогом. За два десятилетия преподавания в Женевском университете он воспитал целую плеяду талантливых учеников, ставших впоследствии замечательными лингвистами (А. Сеше, Ш. Балли и др.).